# 和平主義

現代西方世界中常被用以象徵和平主義有關概念的符號（參看和平符號）。

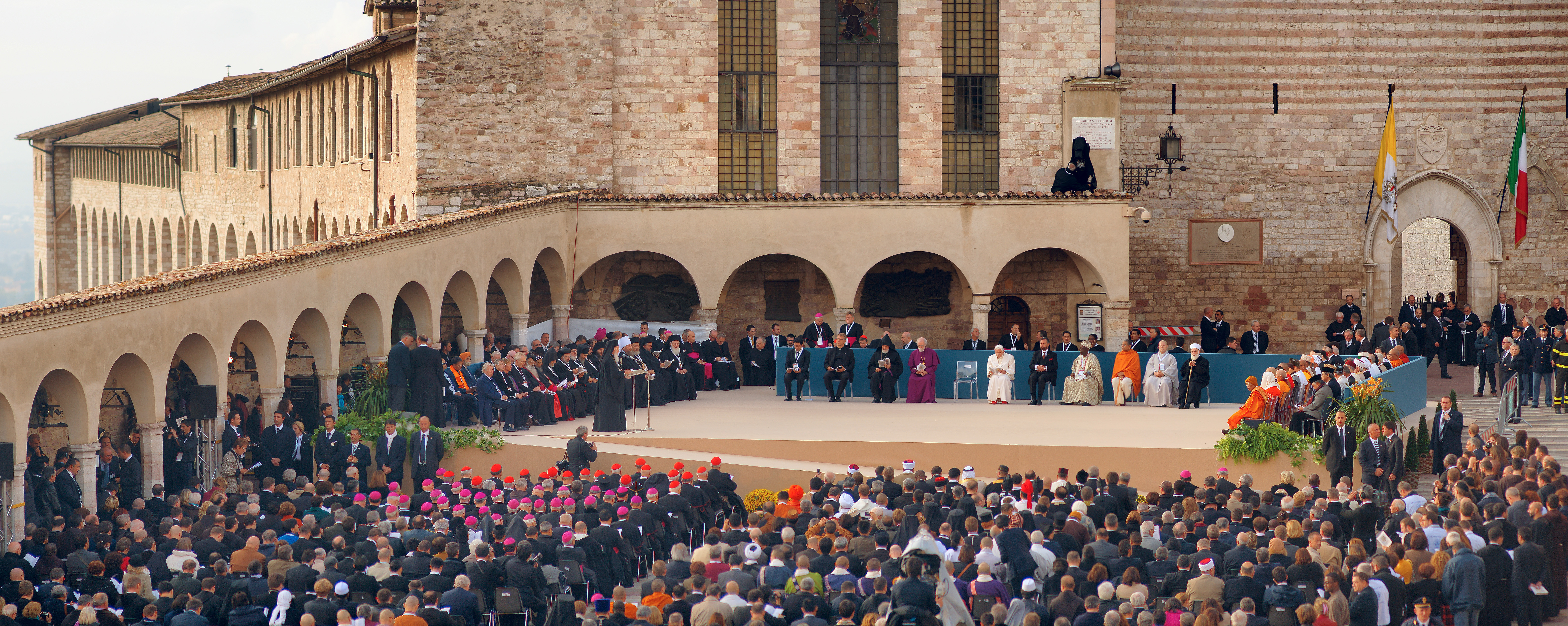
2011年在阿西西举办的和平主义者大会

和平主義（英語：Pacifism；德語：Pazifismus）是一種意識形態社會運動，拒絕將戰爭作為衝突手段，並呼籲放棄軍備和軍事訓練。 該運動依靠社會防禦（德語：Soziale Verteidigung；英語：Civilian-based defense 或 social defence）和公民不服從作為反對武裝佔領的適當手段。 和平主義者代表了一種基本的道德態度，致力於避免和預防武裝衝突，為持久和平創造條件。該概念的嚴格解釋斷然拒絕任何形式的暴力，主張完全非暴力。
目前，拒絕戰爭作為一種事件和制度（反戰主義），被認為是和平主義立場的最基本原則。

## 介绍
激進的和平主义者通常反对一切形式和种类的战争，他们往往不区别战争的性质，即使是保卫自己国家的战争。他们不分战争的社会根源，认为通过和平谈判和协商就能解决双方的暴力。
鴿子是和平主義者的象征，鴿派是指在政治中，以溫和的手段和持避免戰爭想法，來處理國內政治和國際關係的政治人物中的一派，他們屬於溫和的和平主義者。

## 历史
- 1815年，在美国纽约成立了第一个和平主义组织：和平协会。
- 1848年，在比利时布鲁塞尔举行了第一次和平主义者大会。

## 知名的和平主義者
- 圣雄甘地
- 马丁·路德·金
- 阿爾伯特·愛因斯坦
- 麥可·傑克森
- 约翰·藍侬
- 路易斯·弗莱·理查德森
- 珍妮特·兰金